# منطقة جابوا
جابوا رمزها «JH» (بالإنجليزية: Jhabua)‏ ، هو تقسيم إداري لدولة الهند تتبع ولاية مدية برديش (بالإنجليزية: Madhya  Pradesh)‏ ، مركزها هو مدينة جابوا (بالإنجليزية: Jhabua)‏ عدد سكانها حسب تعداد سنة 2001 هو 1,396,677 ، مساحتها 6,782 كم² وكثافة السكان 206 لكل كم² .